# Verbotene Liebe (Raumschiff Enterprise – Das nächste Jahrhundert)
Verbotene Liebe (Originaltitel: The Outcast) ist die 17. Folge der fünften Staffel der US-amerikanischen Science-Fiction-Fernsehserie Raumschiff Enterprise – Das nächste Jahrhundert. Sie wurde in den Vereinigten Staaten über Syndication vermarktet und erstmals am 16. März 1992 auf verschiedenen Fernsehsendern ausgestrahlt. In Deutschland war sie zum ersten Mal am 27. April 1994 in einer synchronisierten Fassung auf Sat.1 zu sehen.

## Handlung
Im Jahr 2368 bei Sternzeit 45614.6 fliegt die Enterprise ins Heimatsystem der J’naii, einer androgynen Spezies, um sie bei der Suche nach einem auf unerklärliche Weise verschwundenen Shuttle zu unterstützen. Eine Sonde wird abgefeuert, die ebenfalls verschwindet. Es wird geschlussfolgert, dass hier wahrscheinlich eine bislang nur theoretisch beschriebene Raumanomalie, eine sogenannte Nullraum-Tasche existiert. Will Riker, der erste Offizier der Enterprise, und ein J’naii namens Soren sollen gemeinsam eine Rettungsmission durchführen, um die Besatzung des vermissten Shuttles aus der Nullraum-Tasche zu befreien.
Soren zeigt eine große Faszination für die menschliche Zweigeschlechtlichkeit und stellt Riker bei einem Gespräch in der Bar „Zehn Vorne“ viele Fragen darüber. Als Krite, ein weiteres Mitglied der J’naii-Delegation, eintritt, lässt Soren das Thema rasch fallen. Als Soren später mit Riker in einem Shuttle unterwegs ist, um die Nullraum-Tasche zu kartieren, kommt das Thema erneut zur Sprache. Unerwartet verursacht die Tasche einen Schaden am Antrieb des Shuttles. Soren wird leicht verletzt, doch nach einer kurzen Behandlung kann die Mission fortgesetzt werden. Durch ihre Gespräche erfährt Riker von Soren, dass die J’naii nicht immer androgyn waren. Vor langer Zeit gab es bei ihnen auch Männer und Frauen. Gelegentlich kommt es auch heute noch vor, dass sich J’naii einem bestimmten Geschlecht zugehörig fühlen, doch das wird in ihrer Gesellschaft als Perversion betrachtet und streng verfolgt. Soren offenbart Riker, dass sie sich selbst als weiblich empfindet und dass sie sich in ihn verliebt hat.
Die Erforschung der Nullraum-Tasche hat ergeben, dass diese einem Shuttle sehr schnell sämtliche Energie entzieht. Es sollte allerdings möglich sein, kurz hineinzufliegen und die Besatzung des J’naii-Shuttles zu retten. Riker und Soren machen sich auf den Weg. Durch den Einsatz der letzten Energiereserven ihres eigenen Shuttles können sie die J’naii schließlich befreien und mit ihnen auf die Enterprise zurückkehren. Zur Feier der geglückten Mission gibt es einen Empfang auf der Heimatwelt der J’naii. Riker sucht jedoch schon bald etwas Ruhe und zieht sich in einen Park zurück. Soren folgt ihm und schließlich küssen sie sich.
Riker denkt darüber nach, eine ernsthafte Beziehung mit Soren einzugehen. Auf der Enterprise will er sie in dem ihr zugewiesenen Quartier besuchen. Zu seiner Überraschung erwartet ihn dort jedoch Krite. Krite teilt ihm mit, dass Soren verhaftet wurde und sich vor Gericht verantworten muss. Riker begibt sich unverzüglich auf den Planeten. Im Gerichtssaal behauptet er, er habe Soren bedrängt und sie träfe keine Schuld. Soren möchte sich jedoch nicht weiter hinter Lügen verstecken und gibt offen zu, dass sie sich als weiblich empfindet. Sie erklärt, dass sie niemandem etwas getan habe und lediglich als das akzeptiert werden möchte, was sie ist. Riker bietet an, ihr auf der Enterprise Asyl zu gewähren. Das Gericht zeigt jedoch keine Milde und ordnet an, dass sich Soren am nächsten Tag eine Behandlung zu unterziehen hat, die ihren verwirrten Geist heilen soll.
Captain Picard bietet an, sich bei den J’naii für Sorens Freilassung einzusetzen, doch Riker glaubt nicht, dass sie sich noch umstimmen lassen. Sicherheitschef Worf, dem anfänglich alle J’naii suspekt erschienen, bietet seinem Freund Riker an, ihm zu helfen, falls dieser eine Befreiungsaktion planen sollte. Riker nimmt das Angebot an und es gelingt ihnen tatsächlich, Soren von ihren Bewachern zu trennen. Sie müssen allerdings erkennen, dass sie zu spät gekommen sind. Sorens Behandlung hat bereits stattgefunden. Sie fühlt sich anscheinend wieder mit sich selbst im Reinen und erklärt, dass ihre Identifizierung als Frau und ihre Gefühle für Riker ein Fehler waren.

## Verbindungen zu anderen Star-Trek-Produktionen
Einige Elemente aus dieser Folge wurden in späteren Star-Trek-Produktionen wieder aufgegriffen:
- In dieser Folge wird 2161 als das Gründungsjahr der Vereinigten Föderation der Planeten etabliert.
- Das Thema Homosexualität wurde in den folgenden Jahren noch mehrfach behandelt, allerdings weiterhin nur in allegorischer Form durch die Verlagerung auf außerirdische Völker. So ist in Folge 4.06 (Wiedervereinigt) von Star Trek: Deep Space Nine aus dem Jahr 1995 eine verbotene lesbische Beziehung zwischen zwei weiblichen vereinigten Trill zu sehen. In Folge 2.14 (Stigma) von Star Trek: Enterprise aus dem Jahr 2003 bekommt die Vulkanierin T’Pol Probleme, als durch eine Erkrankung ans Licht kommt, dass sie zu einer verbotenen Gedankenverschmelzung gezwungen worden war. Diese Folge war als Allegorie auf die AIDS-Pandemie in den Vereinigten Staaten und die damit einhergehende Ächtung von Homosexuellen gedacht. Erst mit dem Spielfilm Star Trek Beyond von 2016 und noch stärker mit dem Start der Serie Star Trek: Discovery im Jahr 2017 wurde Homosexualität im Star-Trek-Franchise als ein normaler und gesellschaftlich akzeptierter Bestandteil der menschlichen Natur dargestellt.

## Produktion

### Drehbuch
Diese Folge wurde entwickelt, um das im Star-Trek-Franchise bislang völlig ausgesparte Thema Homosexualität zu thematisieren. Zahlreiche Fans hatten zu dieser Zeit bereits durch Briefe ihren Unmut über das Fehlen jeglicher homosexueller Figuren geäußert. Als Gene Roddenberry noch lebte, schlug er vor, in einer Folge zwei Männer zu zeigen, die Händchen halten. Rick Berman und Michael Piller hielten das jedoch für zu wenig. Sie wollten stattdessen eine Geschichte zeigen, die auch die Intoleranz gegenüber Homosexuellen behandelt. Jeri Taylor übernahm mit großer Begeisterung die Aufgabe, ein entsprechendes Drehbuch zu schreiben.

### Darsteller
Megan Cole, Darstellerin von Noor, spielte auch Senatorin Kimara Cretak in zwei Folgen der siebenten Staffel von Star Trek: Deep Space Nine.

### Maske und Kostüme
Um die J’naii androgyn wirken zu lassen, wurden alle Rollen von Frauen übernommen, die eher männlich wirkende Kleidung trugen. Zudem wurden die Stimmlagen der Schauspielerinnen in der Nachbearbeitung leicht gesenkt.
Geordi La Forge (LeVar Burton) ist in dieser Folge erstmals mit Bart zu sehen. Dies ging auf einen Wunsch Burtons zurück. Dem Produktionsteam gefiel die Figur La Forge allerdings glattrasiert besser. Er war später nur noch in zwei weiteren Folgen von Raumschiff Enterprise – Das nächste Jahrhundert und dann erst wieder in zwei Spielfilmen und der Serie Star Trek: Picard mit Bart zu sehen.

### Kulissen
Während des Pokerspiels der Führungsoffiziere ist an einer Wand eine Replik von Jan Vermeers Gemälde Frau mit Waage zu sehen.

### Modelle
Für das J’naii-Shuttle wurde das Modell einer Fluchtkapsel aus Folge 3.22 (Der Sammler) wiederverwendet.

## Rezeption
Keith DeCandido bewertete Verbotene Liebe 2012 auf tor.com als eine ziemlich schlechte Folge von Raumschiff Enterprise – Das nächste Jahrhundert. Als Allegorie auf Versuche religiöser Gemeinschaften, Homosexuelle zu „heilen“, funktioniere die Geschichte zwar einigermaßen gut, doch letztlich war sie für DeCandido zu plump inszeniert. Problematisch fand er, wie die J’naii vorgestellt und repräsentiert werden. Bereits Picards Betonung ihrer Androgynität im einleitenden Logbucheintrag fand er schwierig. Dies mache zwar in der Außensicht Sinn, da der Zuschauer dadurch wichtige Informationen erhält, aus der Innensicht der Geschichte bestehe aber kein Grund, diesen Aspekt besonders hervorzuheben. DeCandido kritisierte auch, dass alle J’naii von „Frauen mit furchtbaren Frisuren“ gespielt werden. Dies würde es schwer machen sie (und insbesondere Soren) tatsächlich als androgyn und nicht als weiblich wahrzunehmen. Melinda Culea hielt er für eine Fehlbesetzung in der Rolle von Soren, da ihr einerseits das Charisma für eine beeindruckende Verteidigungsrede vor Gericht fehle und ihre Liebesbeziehung mit Riker an keiner Stelle überzeugend wirke.
Sven Harvey zählte Verbotene Liebe 2017 auf der Website Den of Geek als eine der 25 besten Folgen der Serie Raumschiff Enterprise – Das nächste Jahrhundert.
Mike Bloom zählte Verbotene Liebe 2019 auf der Website hollywoodreporter.com als eine der 25 besten Folgen von Raumschiff Enterprise – Das nächste Jahrhundert.